# Força das Nações Unidas para Manutenção da Paz em Chipre

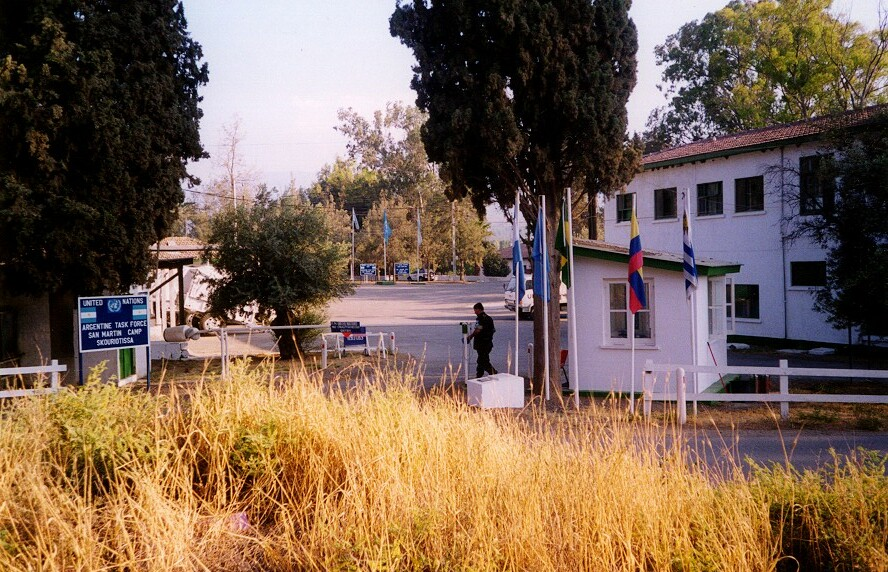
O contingente argentino da UNFICYP no campo Skouriotissa

A UNFICYP é a força das Nações Unidas encarregada de manter a paz em Chipre (UNFICYP significa United Nations Peacekeeping Force in Cyprus). Foi criada em 1964. Chipre foi palco de violentos confrontos entre as comunidades greco-cipriota e turco-cipriota. Pela resolução 186 (de 1964), o Conselho de segurança das Nações Unidas entendeu dever "prevenir toda a retoma de combates e, segundo convier, contribuir para a manutenção e restabelecimento da ordem pública até ao retorno à situação normal". Após a intervenção militar turca no verão de 1974, a chamada Operação Átila, o Conselho de Segurança alargou o mandato da UNFICYP e estabeleceu uma zona tampão desmilitarizada, a Linha Verde, controlada pela UNFICYP.

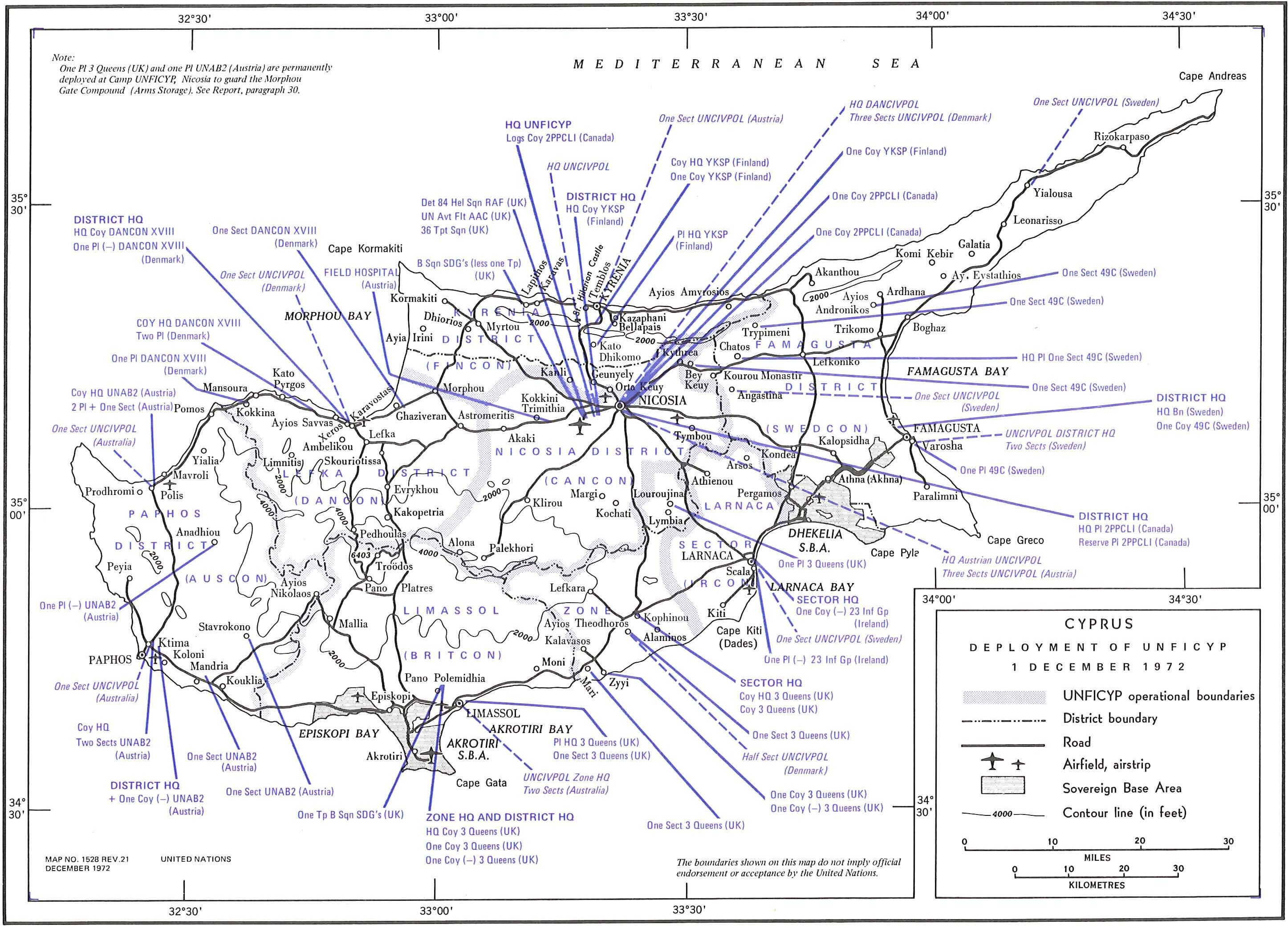
Implementações do UNFICYP em dezembro de 1972

O seu quartel-geral é em Nicósia.

## História

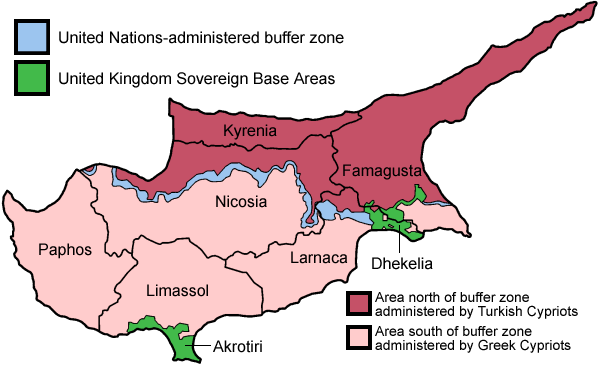
A zona tampão da ONU é mostrada em azul claro no mapa, estabelecida em 1974

A Força de Manutenção da Paz das Nações Unidas em Chipre (UNFICYP) é uma força de manutenção da paz das Nações Unidas que foi criada ao abrigo da Resolução 186 do Conselho de Segurança das Nações Unidas em 1964 para evitar a recorrência dos combates na sequência de violência intercomunitária entre os cipriotas gregos e cipriotas turcos, para contribuir para a manutenção restabelecimento da lei e da ordem e para facilitar o retorno às condições normais. 
Após o golpe de Estado cipriota grego de 1974 e a invasão turca de Chipre, o Conselho de Segurança das Nações Unidas (CSNU) estendeu e expandiu a missão para evitar que a disputa se transformasse em guerra, e o UNFICYP foi redistribuído para patrulhar a zona tampão das Nações Unidas em Chipre e auxiliar na manutenção do status quo militar. Desde o seu estabelecimento, a força também trabalhou em conjunto com o Representante Especial do Secretário-Geral e representantes das duas comunidades para buscar uma solução diplomática amigável para a controvérsia em Chipre.

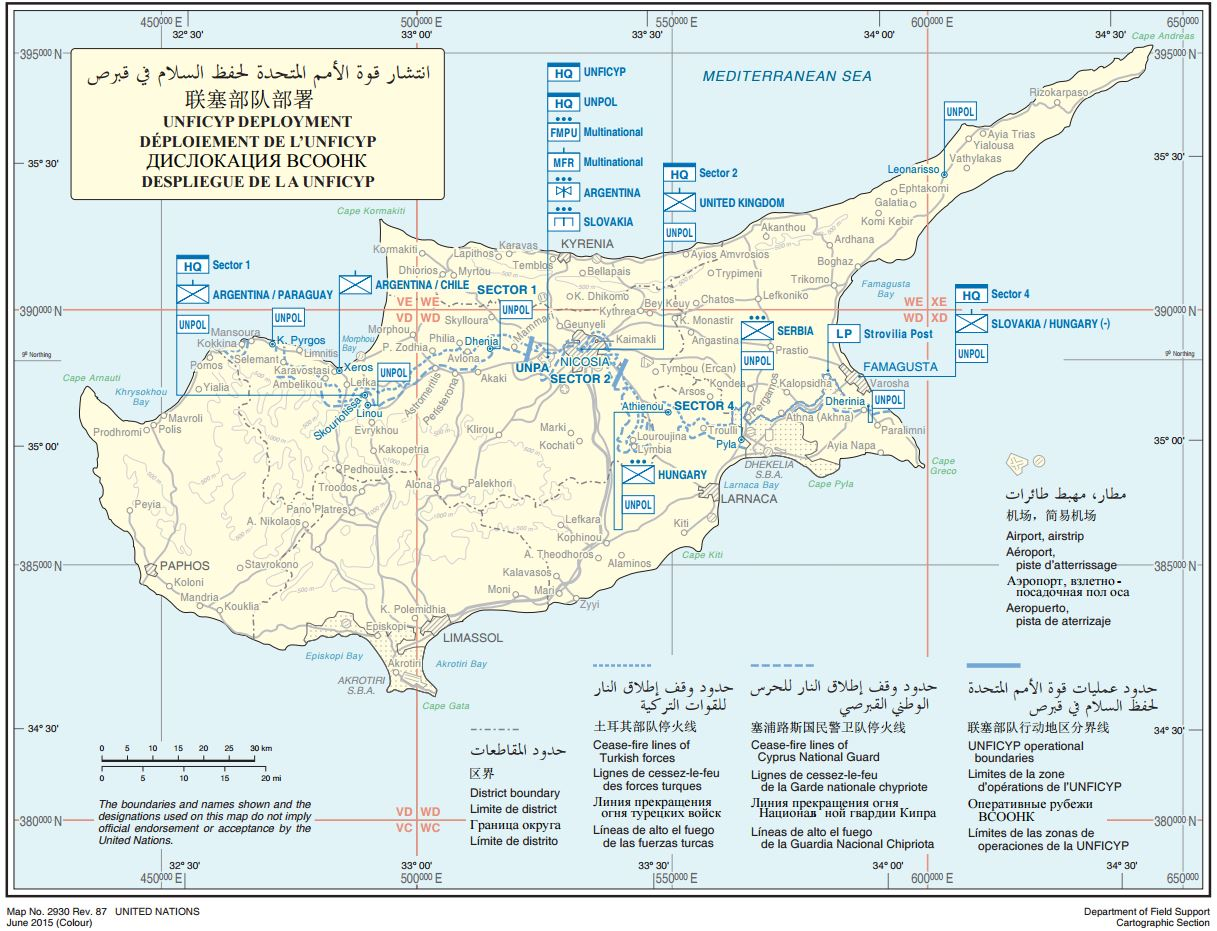
Implantação do UNFICYP a partir de 2015

Em 5 de dezembro de 2006, o Secretário-Geral das Nações Unidas, Kofi Annan, recomendou uma nova prorrogação de seis meses no mandato da missão da ONU que está posicionada na ilha há mais de quatro décadas. 

### Fatalidades
Até 30 de junho de 2017, inclusive, o UNFICYP sofreu 183 fatalidades:
- Acidentes: 99
- Doenças: 45
- Atos Maliciosos: 15
- Outros: 24

## Ver  também
- Conflito no Chipre
- Organização das Nações Unidas